# Franciszek Aromiński

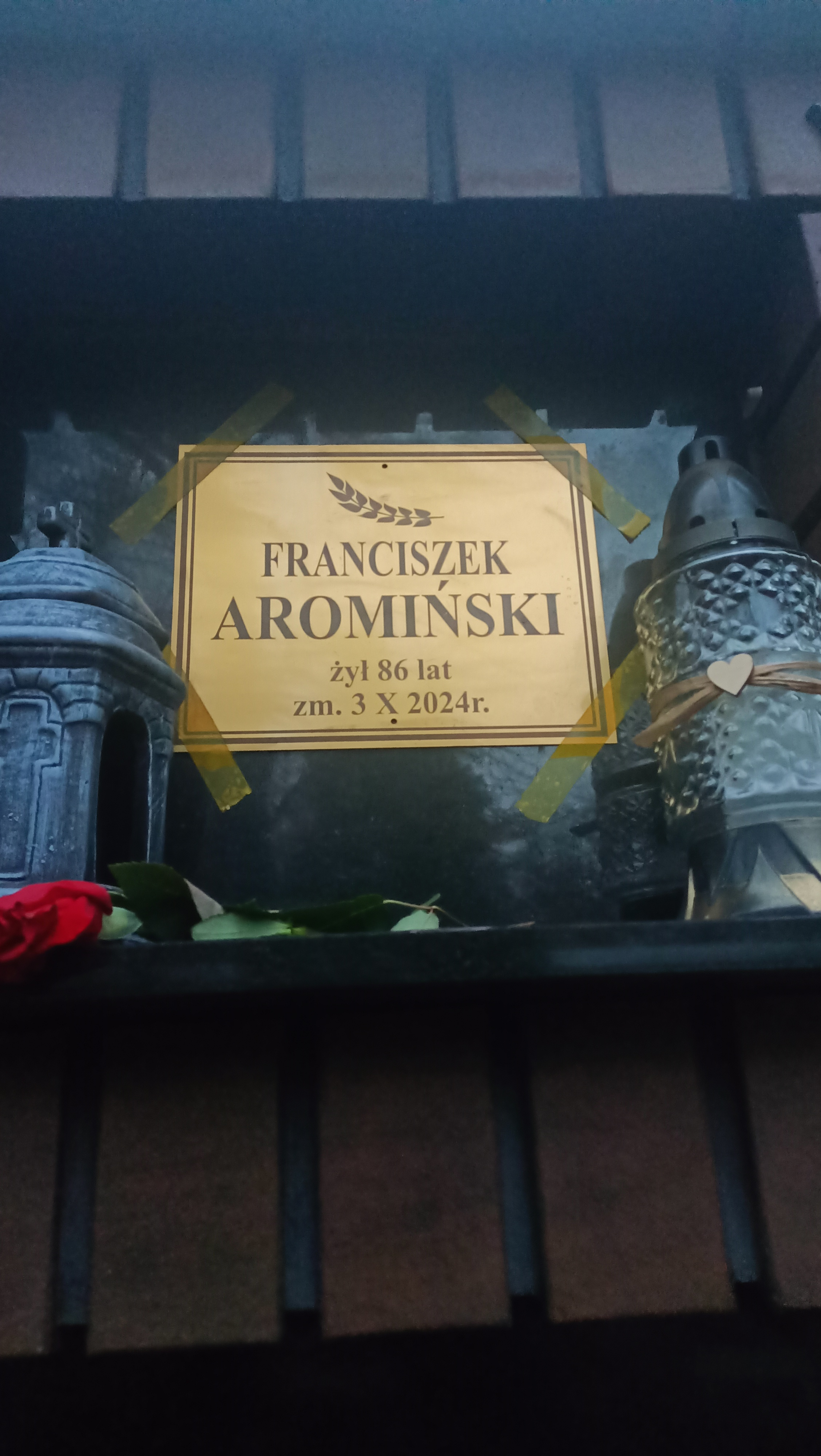
Nisza urnowa Franciszka Aromińskiego w nowym kolumbarium na cmentarzu Powązkowskim w Warszawie

Franciszek Andrzej Aromiński (ur. 7 stycznia 1938 w Naruszewie, zm. 3 października 2024) – polski kierowca i pilot rajdowy, mechanik samochodowy.

## Życiorys
Był absolwentem warszawskiego technikum samochodowego. W latach 60. i 70. XX wieku startował jako kierowca i pilot w rajdach samochodowych. Jako pilot Lelio Lattariego zajął 5. miejsce w Rajdzie Warszawskim w 1970.
W 1973 był członkiem zespołu, który w Polskim Fiacie 125p poprawił trzy rekordy świata średniej prędkości w jeździe długodystansowej w klasie samochodów turystycznych, w klasie do 1500 cm³: na 25 tys. km, 25 tys. mil oraz 50 tys. km. Za ten wynik otrzymał złoty Medal „Za Wybitne Osiągnięcia Sportowe”.